# Bandar Setia (Tamiang Hulu)
Bandar Setia is een bestuurslaag in het regentschap Aceh Tamiang van de provincie Atjeh, Indonesië. Bandar Setia telt 962 inwoners (volkstelling 2010).